# George Abecassis
George Abecassis, britanski dirkač Formule 1, * 21. marec 1913, Chertsey, Surrey, Anglija, Združeno kraljestvo, † 18. december 1991, High Wycombe, Buckinghamshire, Anglija.

## Življenjepis
V svoji karieri je z dirkalnikom HWM moštva HW Motors Ltd nastopil le na dveh dirkah, Veliki nagradi Švice v sezoni 1951 in  Veliki nagradi Švice v sezoni 1952, obakrat pa je odstopil. Umrl je leta 1991.

## Popolni rezultati Formule 1
(legenda) (odebeljene dirke pomenijo najboljši štartni položaj, poševne pa najhitrejši krog, †-uvrščen kljub odstopu)
| Leto | Moštvo        | Šasija | Motor           | 1       | 2   | 3   | 4   | 5  | 6   | 7   | 8   | Prv | Toč |
| ---- | ------------- | ------ | --------------- | ------- | --- | --- | --- | -- | --- | --- | --- | --- | --- |
| 1951 | HW Motors Ltd | HWM    | Alta Straight-4 | ŠVI Ret | 500 | BEL | FRA | VB | NEM | ITA | ŠPA | -   | 0   |
| 1952 | HW Motors Ltd | HWM    | Alta Straight-4 | ŠVI Ret | 500 | BEL | FRA | VB | NEM | NIZ | ITA | -   | 0   |